# Evangelische Pfarrkirche Datterode

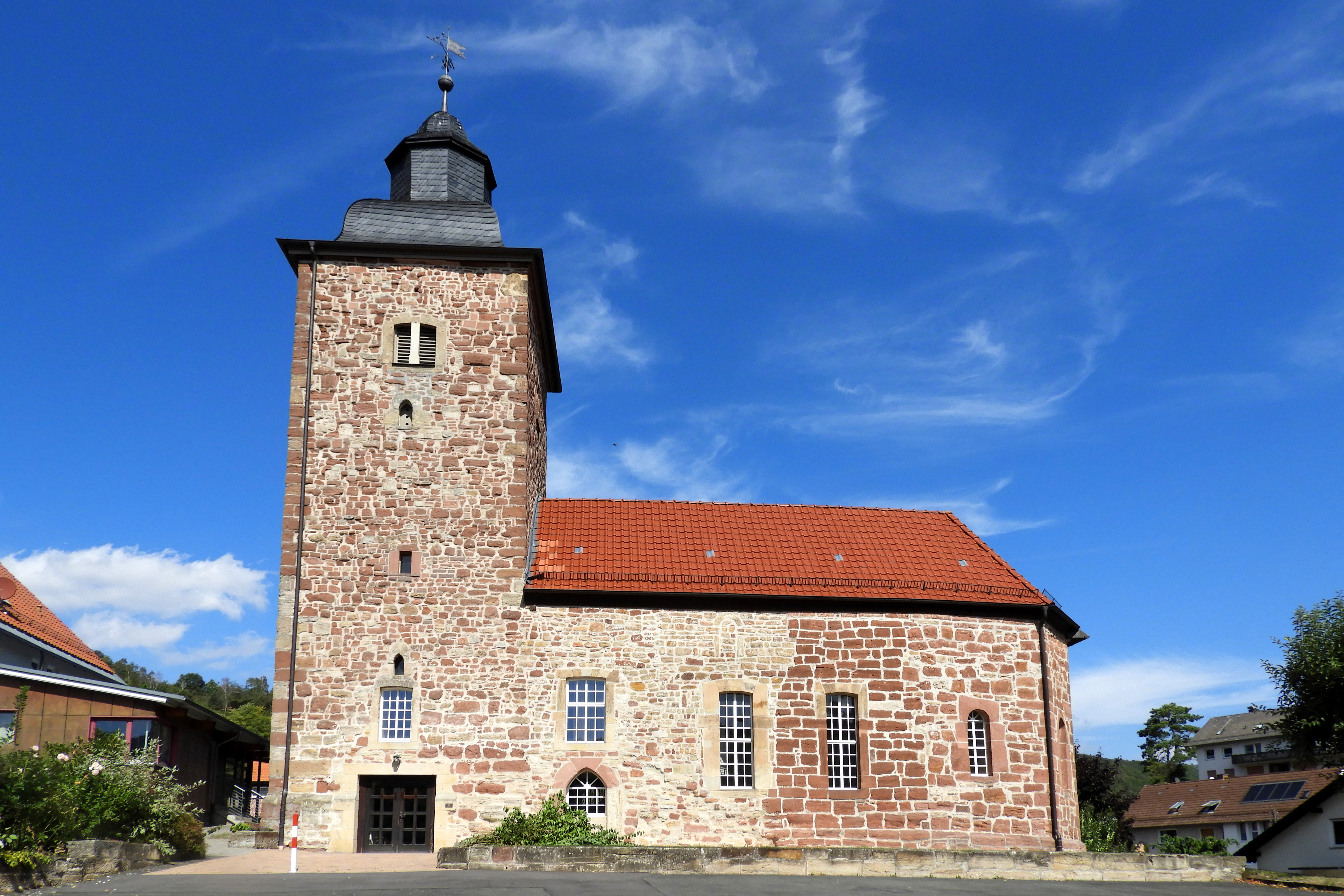
Die südliche Seite der Pfarrkirche.

Die evangelische Pfarrkirche zu Datterode gehört zu den ältesten Kirchen im nordhessischen Werra-Meißner-Kreis. Das an erhöhter Stelle im ursprünglichen Ortszentrum errichtete Gebäude ist das Gotteshaus der evangelischen Gemeinde in Ringgau-Datterode, die in einem Kirchspiel mit der benachbarten Kirchengemeinde Röhrda verbunden ist. Der im Kern romanische Bau wurde in der Spätgotik sowie im 18. Jahrhundert und auch später mehrfach verändert. Ihre Wandmalereien vermitteln eine Vorstellung von der Ausstattung einer spätmittelalterlichen Dorfkirche. Aus künstlerischen, geschichtlichen, wissenschaftlichen und baulichen Gründen ist die Kirche ein geschütztes Kulturdenkmal.

## Geschichte
Erstmals wurde die Kirche im Jahr 1188 urkundlich erwähnt. In dieser Zeit erhob sich auf der Anhöhe zwischen dem Hasselbachtal und dem Bachlauf der Netra eine bescheidene Kapelle, die in einer Pfarrei mit der Kapelle auf der Boyneburg verbunden war. Im Schutz einer ringförmigen Ummauerung standen um den Kirchenbau neun Häuser in einem wehrfähigen Innenhof. Von der Kirchhofsmauer haben sich keine Reste erhalten.
Um das Jahr 1326 wird mit Heymbrod von Boyneburgk der erste Geistliche mit Vor- und Zunamen bekannt. Nach den Quellen war er ein Angehöriger der Burgherrenfamilie und in seinem Hauptamt der Propst des Prämonstratenserkloster Germerode. Vermutlich begann mit ihm die Reihe derjenigen Theologen, die sich als Männer von Rang und Namen die wohldotierte Pfarrstelle Datterode mitsamt der Kaplanei auf der Boyneburg verleihen ließen, aber durchaus nicht die Absicht hatten, die persönlich von ihnen zu erbringenden seelsorgerlichen Gegendienste zu leisten. Mit Billigung, mindestens mit stillschweigender Duldung des Mainzer Erzbischofs übertrugen sie die geistliche Versorgung der Burgbewohner und der kleinen Gemeinde Datterode einem Hilfsgeistlichen, zumeist Vikar genannt, den sie in der Regel kümmerlich besoldeten.
Mitte des 14. Jahrhunderts bezeichnet sich Johann von Meimbressen als Pfarrherr von Datterode. Es ist die Zeit, in der der hessische Adel, soweit er Burgen bewohnte, die Burgberge verlassen hat und in einem ihrer Dörfer in neu erbauten Herrenhäusern ansässig wurde. In diesen Jahrzehnten des Wandels wird sich der für die Burg wie für die Gemeinde ernannte Hilfsgeistliche endgültig in Datterode niedergelassen haben, während der eigentliche Stelleninhaber irgendwo in einer Stadt oder in einem reichen Kloster ein weit angenehmeres Leben führte, als es ihm die halbverlassene Burg und die abgelegene Siedlung Datterode bieten konnten.

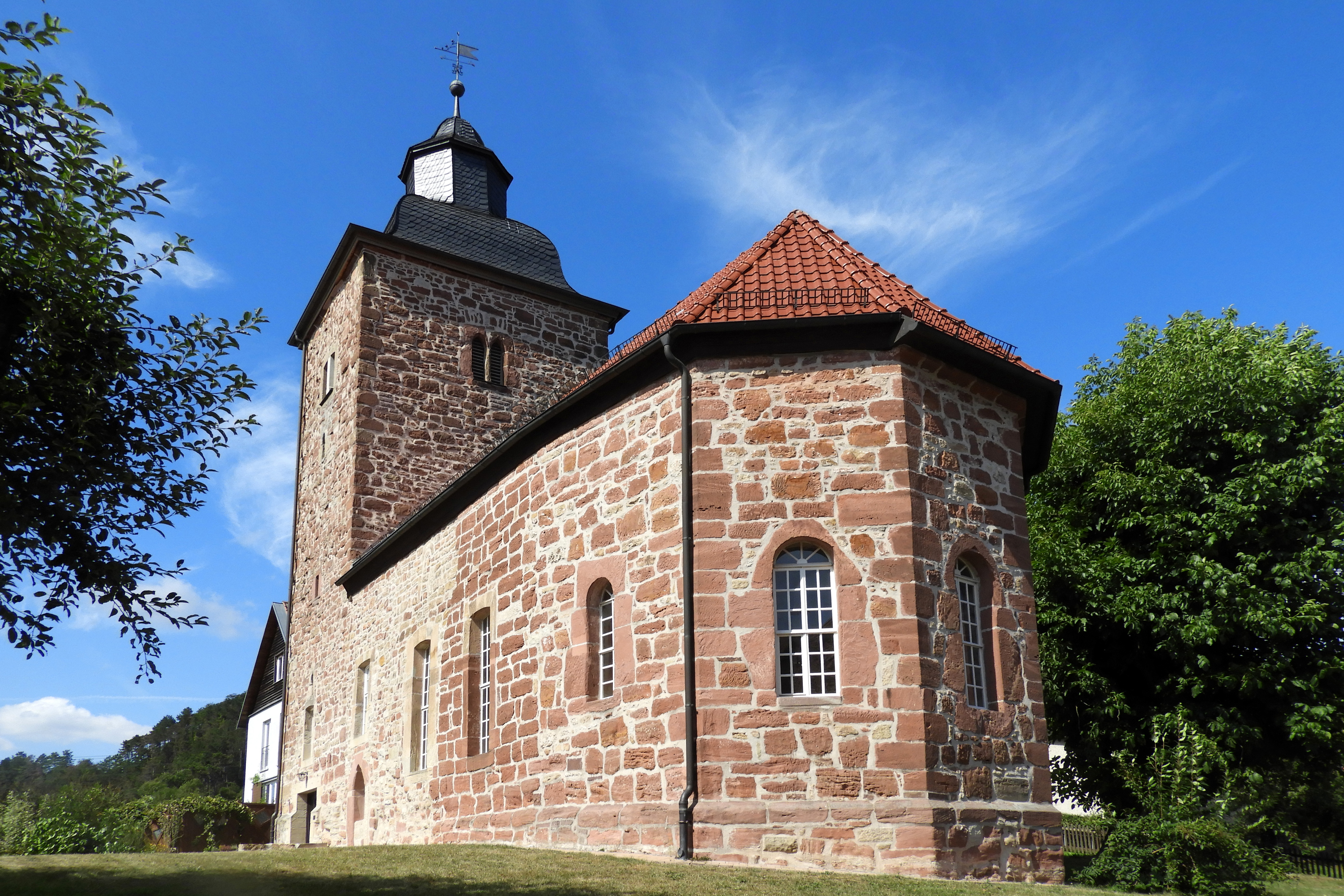
Die Ostseite mit dem im späten Mittelalter errichteten Chor.

Das Kirchengebäude ist eine mittelalterliche Anlage, mit einem romanischen Schiff und einem gleich breitem querrechteckigen Turm. Der polygonal geschlossene Chor entstand im Spätmittelalter. Das äußere Erscheinungsbild wird durch das Mauerwerk aus Bruchsteinen geprägt, das bei der Außenrenovierung im Jahr 1986 vom alten Putz befreit wurde. Hier unterscheidet sich der Chor mit seinen großen Steinformaten von dem eher kleinteiligem Baumaterial mit größeren Werksteinen im Eckverband des Turms.
Mit einer Höhe von über zwanzig Metern überragt der Turm deutlich das Schiff. Die Baunaht zwischen beiden Gebäudeteilen markiert die verschiedenen Entstehungsabschnitte. Im 14. oder frühen 15. Jahrhundert wurde der Turm umgebaut und mit einer neuen Geschosseinteilung versehen. In dieser Zeit erhielt er auch einen Zugang in die Obergeschosse durch eine Spitzbogenpforte in der Westwand des Kirchenschiffs, rund 3,50 m über dem Boden. Diese wurde im Jahr 1962 verschlossen und durch einen neuen Eingang an der Südwand ersetzt. Die zeltartige Turmhaube, mit der bekrönenden geschlossenen Laterne, wurde im Jahr 1844 aufgesetzt und im Jahr 2010 erneuert. Dabei wurde der Dachhelm anstelle der früheren roten Ziegeln mit schwarzen Schiefertafeln eingedeckt und verkleidet.
Im Inneren wurde bereits im Mittelalter das Chorgewölbe entfernt und durch eine Flachdecke ersetzt. Den Saal, der von hohen Bogenfenstern belichtet wird, überspannt eine hölzerne Brettertonne. Das romanische Mauerwerk ist an der Nordwand in voller Höhe erhalten, während die Südseite ausgebessert werden musste.
Auch in Datterode hinterließ der Dreißigjährige Krieg Armut und Not. Im Jahr 1635 (oder nach anderen Quellen 1637) wurden das Pfarrhaus und viele Häuser niedergebrannt und die Kirche geplündert.

## Ausstattung
Die Orgel auf der Westempore entstand vermutlich in der zweiten Hälfte des 18. Jahrhunderts. In ihrem Erscheinungsbild entspricht sie dem Normaltyp der barocken Dorfkirchenorgeln in Hessen. Dem beherrschenden runden Mittelturm sind spitze Seitentürme zugeordnet und die Ornamentik zeigt typische Volkskunstelemente wie tulpenblütenförmige Motive.
In den 1960er Jahren wurde die Empore auf der Südseite entfernt. Zuvor waren an beiden Längswänden des Kirchenschiffs Emporen vorhanden, die von Rundstützen getragen wurden. Bis zu dieser Zeit befand sich auch an den Wänden um den Altar die Bestuhlung für den Kirchenvorstand in hölzernen Priechen. Davor saßen, durch ein Holzgitter getrennt, die Konfirmanden. Bis in die jüngere Vergangenheit war es Brauch, dass die Männer auf der Empore Platz nahmen und die Frauen und Kinder unten im Kirchenschiff.
In der ersten Hälfte der 2010er Jahre wurde die Kirche umfangreich saniert. In den rund sechs Jahren der Renovierung und Restaurierung wurde die Außentreppe zu Turm und Empore entfernt. Den Aufstieg zum Turm ermöglicht jetzt wieder die alte Tür hinter der Orgel, der Emporenzugang ist ins Innere verlegt worden und zum Kirchenschiff wurde eine neue Tür aus Stahl und Glas eingebaut. Die Orgel wurde gereinigt und, wie das gesamte Holz in der Kirche auch, weiß gestrichen und mit Gold abgesetzt. Anstelle des vorhandenen Sandsteinbodens sorgt jetzt eine Fußbodenheizung unter einem Schieferboden für ein freskengerechtes Klima. Bei der neuen Fußbodengestaltung wurden die Kirchenbänke entfernt und stattdessen Stühle aufgestellt. Mit einer Wiedereinweihungsfeier im September 2016 fanden die Arbeiten ihr vorläufiges Ende.

## Fresken

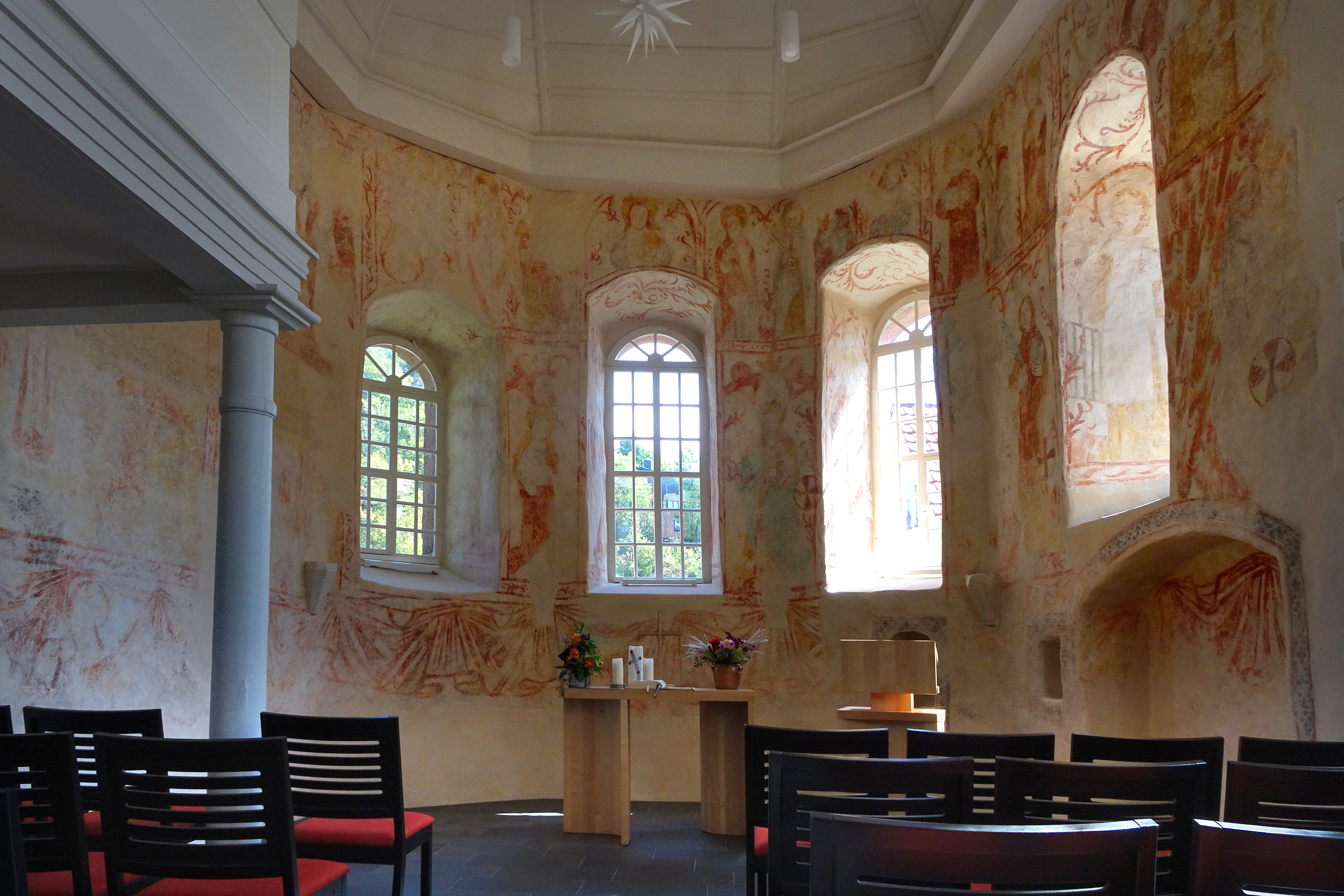
Die spätmittelalterliche Ausmalung des Chorraums nach der letzten Restaurierung.

Die spätgotischen Wandmalereien wurden im Jahr 1959 bei einer Kirchenrenovierung wiederentdeckt und restauriert. Sie hatten wohl die Funktion einer Biblia pauperum. Die teilweise verblassten Darstellungen biblischer Szenen und Heiliger überziehen mit gemalten Ranken und Maßwerk fast die gesamte Wandfläche und die Fensterlaibungen.
An zentraler Stelle, über dem Hauptfenster des Chores zeigt eine Halbfigur Christus als Himmelsfürst. Im linken angewinkelten Arm hält er den Reichsapfel als Symbol seiner Herrschaft und seine Rechte ist im Redegestus erhoben. Zu seiner Linken erscheint Paulus mit seinen Attributen Schwert und Buch und Petrus mit dem Schlüssel, um die sich wie auf einem Allerheiligenbild Apostel und Märtyrer scharen. An den Längswänden illustrieren Szenen die Passion Christi. Eine rund siebzig Zentimeter über dem Fußboden gemalte Draperie täuscht einen Stoffbehang vor, der fast den gesamten Chorraum umzieht.

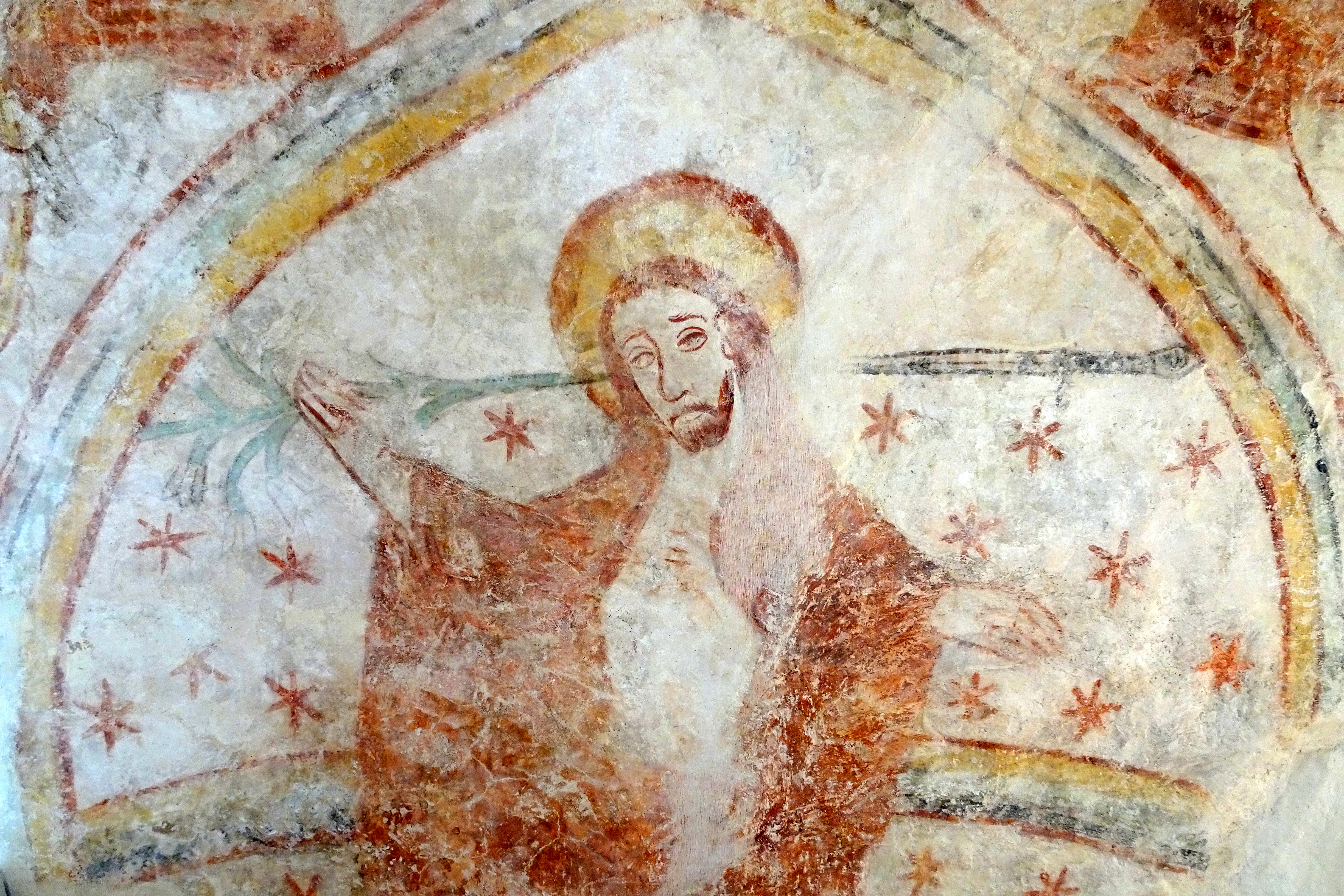
Der „Datteröder Christus“ in der Mandorla als Weltenrichter: Das dolchartige Schwert symbolisiert die Bestrafung, die Lilie die Barmherzigkeit und die roten Sterne deuten das Weltall an.

Der „Richtende Christus in einer Mandorla“ nach der Offenbarung des Johannes thront auf einem Regenbogen, die Arme zum Segen ausgebreitet, und sein Mund spricht die Worte des Jüngsten Gerichts für die Angenommenen und die Verdammten. Sein großer purpurfarbener im Brustbereich geöffneter Mantel lässt die Wundmale sichtbar werden. Hinter seinem Heiligenschein liegt ein Zweig mit einer Blüte und ein dolchartiges Schwert. Der leere Raum um ihn ist durch rote Sterne gefüllt, die das Weltall andeuten. Bei den spärlich eingesetzten, durchweg mineralischen Farben dominiert ein helles Ziegelrot, daneben treten Ocker, Grün und Schwarz auf.
Nach der Reformation ließ Landgraf Moritz von Hessen-Kassel die Gemälde übertünchen. Moritz „der Gelehrte“, war im Jahr 1605 zum Calvinismus übergetreten und setzte seinen Bekenntniswechsel auch bei seinen Untertanen durch; dazu zählte besonders das biblische Bilderverbot. Datteröder Gemeindemitglieder sollen sich zunächst heftig gegen das Übertünchen altvertrauten Malereien gewehrt haben. Jedoch überwachte der eigens angereiste fürstliche Rentmeister aus Eschwege persönlich die Umsetzung des landgräflichen Befehls.
Unter den vielen Tüncheschichten, die im Lauf von fast 400 Jahren die Wandmalereien überdeckten, sind die Werke der unbekannten Maler des Mittelalters nahezu vollständig erhalten geblieben und sind im Jahr 1961 freigelegt worden. Bei der damaligen Restaurierung wurden die Fresken nicht nur stark übermalt, sondern auch mit einem Überzug aus Kasein versehen, was eher zur Verschlechterung beigetragen hat. Während der im Jahr 2016 abgeschlossenen Restaurierung wurden die Bindemittelschichten aus Kasein abgetragen, fehlerhafte Stellen mit Vorsicht ausgebessert und die originalen Farben des 15. Jahrhunderts wieder zum Vorschein gebracht.